# Werner Böwing
Werner Böwing (* 15. Oktober 1928 in Güldengossa; † 28. August 2016 in Solingen), Sozialist und Pazifist, war ehemals Geschäftsführer der Gewerkschaft IG Bau-Steine-Erden in Solingen sowie Mitbegründer und langjähriges Vorstandsmitglied des Verbands der Kriegsdienstverweigerer (VK).

## Leben
Werner Böwing und verbrachte seine Kindheit und Schulzeit, bedingt durch die häufig wechselnden Arbeitsstätten seines Vaters, an mehreren Orten zwischen Sachsen und Schleswig-Holstein, bevor die Familie 1938 in Retzow in der Nähe von Templin sesshaft wurde.
Nach dem Besuch der Volksschule begann Böwing 1943 eine Ausbildung als Zimmermann. Im Juli 1944 meldete er sich freiwillig zum Kriegsdienst, wurde zum Reichsarbeitsdienst verpflichtet und im März 1945 noch zum Fronteinsatz in Niedersachsen. Er geriet in britische Kriegsgefangenschaft und wurde bis Juni 1948 in Lagern in Schottland und England interniert.
Nach der Entlassung aus der Kriegsgefangenschaft kehrte Böwing zu seinen in der Sowjetischen Besatzungszone lebenden Eltern zurück. Er setzte seine Ausbildung zum Zimmermann fort und wurde Mitglied der FDJ, befand sich aber bald in Opposition zur offiziellen Politik der Organisation. Als er und ein paar Freunde aus dem RIAS von der F-Aktion der Kampfgruppe gegen Unmenschlichkeit erfuhren, bei der heimlich der Buchstaben F als Symbol für die Wörter Freiheit und Feindschaft an Häuserwände in der SBZ gemalt wurde, adaptierten sie diese Aktion auch für ihre Heimatstadt Lychen. Um den danach einsetzenden Verfolgungen durch die Volkspolizei zu entgehen, flüchtete Böwing Anfang September 1949 nach West-Berlin, wo er den Falken beitrat und am 27. Februar 1950 mit der Gesellenprüfung seine Ausbildung abschloss.
Nach seiner Gesellenprüfung übersiedelte Böwing nach Bonn, engagierte sich auch dort bei den Falken und bei den Jusos und heiratete im Oktober 1951 die Bad Godesberger Genossin Maria Kirchner. Beide werden im Herbst 1954 Mitglieder der Gruppe der Wehrdienstgegner (GdW), die sich im Zuge der Wiederbewaffnung gegen den Kriegsdienst engagierte. Seit 1950 war er Gewerkschafts- und SPD-Mitglied.
Nach dem Besuch der Akademie der Arbeit begann 1956 Böwings hauptamtliche Gewerkschaftskarriere bei der IG Bau-Steine-Erden (IG Bau). 1958 unterliegt er Johannes Rau bei der Wahl zum Wuppertaler Juso-Vorsitzenden und wird im gleichen Jahr in den Bundesvorstand des neugegründeten VK gewählt.
Im Mai 1958 wurde er erstmals zum Geschäftsführer der IG Bau-Steine-Erden in Solingen gewählt und engagierte sich weiterhin in den Protestbewegungen der damaligen Zeit. Er gehörte dem Wuppertaler Arbeitskreis Kampf dem Atomtod an und gehörte im April 1958 zu den Unterzeichnern einer von diesem Arbeitskreis organisierten Protestveranstaltung mit den Rednerinnen und Rednern Stefan Andres, Johannes Rau und Renate Riemeck. Nach dem Rückzug von DGB und SPD aus dieser Bewegung engagierte sich Böwing in der sich formierenden Ostermarschbewegung und nahm 1960 am Ostermarsch von Hamburg nach Bergen-Hohne teil. Im Mai dieses Jahres wurde er auf dem Detmolder Bundeskongress des VK zum stellvertretenden Bundesvorsitzenden gewählt. Dem Bundesvorstand gehörte er von nun an acht Jahre an. 1968 verzichtete er auf dem Bremer Bundeskongress auf eine weitere Mitarbeit in diesem Gremium. Böwing begründete dies damit, dass seiner Meinung nach die „Studentenbewegung begann, den VK für ihre Zwecke zu unterwandern, ideologisch zu politisieren, ohne weiteres Engagement für die praktische Hilfsarbeit, die oft hinter den Kulissen stattgefunden hatte“.  „Ich merkte, daß Bundesvorstandsmitglieder mehr und mehr auf die neue Linie einschwenkten. Man wollte wohl den 'revolutionären Zug' nicht verpassen. Andere Bundesvorstandsmitglieder resignierten und zogen sich diskret zurück. Auch ich hatte Zweifel, ob die neuen Leute nicht doch vielleicht etwas einbrachten, was uns bisher fehlte. Andererseits war das nicht meine Sache, aber ich wollte auch nicht als 'Bremser' in die Geschichte des VK eingehen. Und ärgern wollte ich mich auch nicht über 'diesen' VK. Ich kandidierte nicht mehr für den Bundesvorstand.“ Werner Böwings Ausscheiden aus dem VK-Bundesvorstand war kein Abschied von der außerparlamentarischen Opposition. Er engagierte sich weiter gegen die Notstandsgesetze, in der Ostermarschbewegung und in der späteren Friedensbewegung.
Böwing war „auch auf internationaler Ebene […] für die Friedensbewegung und gegen atomare Aufrüstung tätig“. Er referierte im Herbst 1962 bei einem friedenspolitischen Seminar in Jütland, gehörte im Frühjahr 1963 einer VK-Delegation beim Antiatommarsch auf Brüssel an und besuchte diese belgische Veranstaltung ein Jahr später erneut. Am 11. Januar 1964 nahm er im schwedischen Tyringe an dem von westlichen und blockfreien initiierten Gründungskongress der Internationale Konföderation für Abrüstung und Frieden/International Confederation for Disarmament and Peace (ICDP) teil, in deren Rat er im August 1966 gewählt wurde. Im Oktober des gleichen Jahres war er ICDP-Vertreter beim Weltkongress der Pax-Christi-Bewegung in Bergamo und betätigte sich im November 1966 erneut als Referent über die Bundesrepublik und die Demokratie in Arhus und in Kopenhagen.
Internationale Aktivitäten entfaltete Böwing auch als Gewerkschafter und unterhielt Kontakte in die CSSR und zur jugoslawischen Bauarbeitergewerkschaft. Nach dem Militärputsch in Chile organisiert er mit der Solinger IG Bau eine über zwanzig Jahre andauernde Solidaritätsaktion für Verfolgte des Militärregimes, durch die 80 Menschen dauerhaft geholfen werden konnte.
Im Oktober 1987 beendete Böwing seine hauptamtliche Gewerkschaftstätigkeit, sein politisches Engagement dauerte fort. Noch im gleichen Monat beteiligt er sich zusammen mit seiner Frau Maria an einer Sitzblockade vor einer Kaserne in Geilenkirchen. 1992 besucht er zusammen mit Hanne und Klaus Vack und weiteren Mitgliedern aus der europäischen Friedensbewegung die vom serbischen Militär besetzte Adriainsel Vis. Das Ziel der Reise war die Unterstützung eines dortigen Bürgermeisters und der Inselbevölkerung bei den Bemühungen, „ihrer Insel einen neutralen, entmilitarisierten Status [zu] geben“. Die Abhaltung einer Konferenz vor Ort aber scheiterte, weil sie von dem zweiten Inselbürgermeister im Verein mit den kroatischen Festlandsbehörden verboten worden war.
Böwing engagierte sich auch in der Hilfe für Nicaragua und besuchte dieses Land im Frühjahr 1993. Über sein politisches Engagement resümierte Christian Fischer: „Werner Böwing hat keine politischen Ämter bekleidet. Er hat haupt- und nebenberuflich und privat Menschen geholfen, Netzwerke aufgebaut und gepflegt, Begegnungen und Bildungsarbeit ermöglicht, politische und berufsständische Mandatsträger aktiviert, mal mit, mal ohne Erfolg. Er hat es zu schätzen gewusst, dass es in unserer Demokratie möglich ist, für ein menschenwürdiges Leben, für gerechtere Verhältnisse zu streiten, auch wenn es keine Erfolgsgarantie gibt.“
Werner Böwing befand sich oft im Widerspruch zu seiner Gewerkschaft, mehr noch aber zur SPD. 1962 geriet er gleich zweimal in Konflikt mit der Solinger Partei, zum einen, weil er sich weigerte ein gegen die Deutsche Friedens-Union gerichtetes Wahlflugblatt zu unterzeichnen, und ein weiteres Mal, weil er im Herbst in Frage gestellt hatte, „ob ich die SPD diesmal wählen könnte“. Das führte zu einem Parteiordnungsverfahren und einer Rüge. Trickreich hatte er zuvor ein mögliches Parteiausschlussverfahren wegen seiner Mitgliedschaft in der Sozialistischen Fördergesellschaft e. V., die den von der SPD ausgeschlossenen Sozialistischen Deutschen Studentenbund (SDS) unterstützte, abgewendet. „Um nicht aus der SPD ausgeschlossen zu werden, beendete ich meine Mitgliedschaft in der Sozialistischen-Förder-Gesellschaft. Maria trat gleichzeitig dieser Gesellschaft bei, so daß unser bescheidener Beitrag für den Sozialistischen Deutschen Studentenbund weiter laufen konnte.“
Anfang der 2000er Jahre trat Werner Böwing aus der SPD aus, nachdem er sich „längst von der Partei abgenabelt und die letzten Jahre die Grünen gewählt hatte“. Gefragt nach den Gründen, gab er an: „Die NATO-Luftangriffe auf Belgrad und die Erklärung von Scharping zu »Kollateralschäden«. Und kein Protest dazu! Den einzigen Protest gab es, als die chinesische Botschaft getroffen wurde. Aber nicht gegen all das, was gegen die Zivilbevölkerung lief!“
Böwing gehörte in Solingen zu den Gründern der WASG, über die er dann Mitglied in der Partei Die Linke wurde. Ab 2007 gehörte er deren Ältestenrat, an und 2014 war er mit „85 Jahren einer der ältesten Solinger Ratskandidaten für die Kommunalwahl am 25. Mai“.

## Ehrungen
- 2002: Bundesverdienstkreuz[15]
- 2002: Werner Böwing wurde mit dem Friedenspreis des Arbeitskreises Karl Liebknecht ausgezeichnet.
- 2012: Böwing erhielt als Ehrenpreis den vom „Bündnis für Toleranz und Zivilcourage“ verliehenen Silbernen Schuh.[16]

## Werke
- Erinnerungen an den Versuch, mit einer Luftpumpe die Windrichtung zu ändern, Selbstverlag Solinger Geschichtswerkstatt e.V., Solingen 1997, ISBN 3-9805443-2-X.
- Von Einem, der keine Karriere machte. Zeitgeschichtliche und satirische Beiträge, Arbeitskreis Karl Liebknecht, Frankfurt am Main 2002.[17]